# Магиденко, Михаил Яковлевич
Михаил Яковлевич Магиде́нко (2 марта (15 марта) 1915, Прилуки, Полтавская губерния, Российская империя, ныне Украина — 13 октября 1983, Москва, РСФСР, ныне Россия) — советский композитор.

## Биография
В 1940 году окончил Московскую консерваторию по классу Д. Б. Кабалевского (композиция). В 1940—1946 годах в Советской Армии, хормейстер и композитор Ансамбля песни и пляски Тихоокеанского флота. В 1952 году — ответственный секретарь комиссии музыкального театра Союза композиторов СССР. Писал романсы на стихи А. С. Пушкина, Т. Г. Шевченко и других поэтов; хоры на стихи Л. Ошанина, Н. Сидоренко и других поэтов; песни на стихи М. Исаковского, А. Сальникова и других поэтов; музыку к спектаклям. Член КПСС с 1940 года.

## Семья
Дочь — немецкий композитор Ольга Магиденко (Olga Magidenko, род. 1954), была замужем за композитором Александром Раскатовым.

## Сочинения
- опера «Сказка о чудо-птице» (по собственному либретто, 1955, Москва)
- опера «Тропою грома» (по собственному либретто, по роману Питера Абрахамса, 1959, Свердловск)
- опера «Варина любовь» (по собственному либретто, по Михаилу Шолохову, 1965, Свердловск; телевариант 1963)
- опера «Ветер» (по собственному либретто, Москва, 1967; 2-я редакция — «Ветер с Невы», 1976, Москва)
- опера «Золотой кишлак» (по собственному либретто, по одноимённой пьесе Мирсаида Миршакара, 1968)
- детская опера «Страна Наоборотия» (по собственному либретто, 1972, Кострома)
- детская опера «Тараска» (по собственному либретто, по Аркадию Гайдару, 1973, Чебоксары)
- опера «Жду тебя» (по собственному либретто, по повести Веры Пановой «Спутники», 1975, Чебоксары)
- опера «Алтынай» (1982)
- симфония (1939)
- сюита для фортепиано с оркестром (1949)
- концерт для фортепиано с оркестром (1955)
- «Праздничная поэма» для фортепиано с оркестром (1959)
- концерт для скрипки с оркестром (1940)
- симфониетта для духового оркестра (1946)
- рапсодия на марийские темы для духового оркестра (1972)
- симфония для духового оркестра (1973)
- концерт для кларнета и духового оркестра (1972)
- сюита на марийские темы для оркестра народных инструментов (1953)
- сюита на темы современных русских народных песен для оркестра народных инструментов (1953)
- сюита на чешские темы для оркестра народных инструментов (1954)
- сюита на болгарские темы для оркестра народных инструментов (1972)
- Симфониетта для оркестра народных инструментов (1960)
- концерт для балалайки и оpкестра народных инструментов (1954)
- концертные вариации для баяна и оркестра народных инструментов (1953)
- струнный квартет (1937)
- струнный квартет на чешские и словацкие темы (1946)
- сюита для квартета деревянных духовых инструментов (1947)
- концерт для кларнета и фортепиано (1947)
- дуэт для 2 скрипок (1955)
- соната для фортепиано (1936)
- сюита для фортепиано (1947)
- сонатина для фортепиано (1955)
- пьесы для фортепиано
- соната для баяна № I (1971)
- соната для баяна № II (1976)
- циклы на стихи Сергея Есенина для голоса и фортепиано (1958)
- циклы на стихи Аветика Исаакяна для голоса и фортепиано (1959)
- циклы на стихи Лэнгстона Хьюза для голоса и фортепиано (1960)
- циклы на стихи Людвика Ашкенази для голоса и фортепиано (1967)
- песенная сюита «Про Галинку» для голоса и фортепиано (на стихи Александра Прокофьева, 1971)